# Glypta interrupta
Glypta interrupta là một loài tò vò trong họ Ichneumonidae.